# Seve Trophy
Die Seve Trophy war ein Mannschaftswettbewerb für Golfprofessionals, der nach dem Vorbild des Ryder Cup alle 2 Jahre zwischen Golfern aus Großbritannien & Irland und jenen aus Kontinental-Europa ausgetragen wurde. Die Initiative zu dieser Veranstaltung ging vom fünffachen Majors-Sieger Seve Ballesteros aus.
Erst seit 2000 wurde diese Trophäe ausgespielt und man musste daher, ganz im Gegensatz zum Ryder Cup, die Teilnehmer mit Preisgeldern ködern.
Wegen eines Sponsorvertrages mit dem französischen Medienkonzern Vivendi fand der Wettbewerb in den Jahren 2009 und 2011 unter der Bezeichnung The Vivendi Trophy with Severiano Ballesteros bezw. Vivendi Seve Trophy statt. Die letzte Austragung (2013) fand unter dem Namen Seve Trophy by Golf+ statt.
Der Vergleichskampf fand jeweils im September statt. Anfangs wurde die Seve Trophy in geraden Jahren ausgetragen, nach Umstellung des Kalenders für den Ryder Cup fand sie in ungeraden Jahren statt.
Die Veranstaltung war zwar ein anerkanntes Special Event der European Tour Serie, das erzielte Preisgeld zählte aber nicht für die Geldrangliste European Tour Order of Merit.
Selektionskriterien
Jeweils 10 Starter wurden wie folgt ausgewählt:
- die besten 5 verfügbaren Spieler der Weltrangliste
- die besten 5 der europäischen Geldrangliste, sofern nicht schon vorher selektiert

## Resultate
| Jahr | Ort                                                   | Sieger (Kapitän)                           | Sieger (Kapitän) | Verlierer (Kapitän)                        | Verlierer (Kapitän) |
| ---- | ----------------------------------------------------- | ------------------------------------------ | ---------------- | ------------------------------------------ | ------------------- |
| 2013 | Golf de Saint-Nom-la-Bretèche, Paris, Frankreich      | Kontinental-Europa (José María Olazábal)   | 15               | GB & Irland (Sam Torrance)                 | 13                  |
| 2011 | Golf de Saint-Nom-la-Bretèche, Paris, Frankreich      | GB & Irland (Paul McGinley)                | 15½              | Kontinental-Europa (Jean Van de Velde)     | 12½                 |
| 2009 | Golf de Saint-Nom-la-Bretèche, Paris, Frankreich      | GB & Irland (Paul McGinley)                | 16½              | Kontinental-Europa (Thomas Bjørn)          | 11½                 |
| 2007 | The Heritage Golf and Spa Resort at Killenard, Irland | GB & Irland (Nick Faldo)                   | 16½              | Kontinental-Europa (Severiano Ballesteros) | 11½                 |
| 2005 | Wynyard Golf Club, England                            | GB & Irland (Colin Montgomerie)            | 16½              | Kontinental-Europa (Severiano Ballesteros) | 11½                 |
| 2003 | Paradores, Spanien                                    | GB & Irland (Colin Montgomerie)            | 15               | Kontinental-Europa (Severiano Ballesteros) | 13                  |
| 2002 | Druids Glen, Irland                                   | GB & Irland (Colin Montgomerie)            | 14½              | Kontinental-Europa (Severiano Ballesteros) | 11½                 |
| 2000 | Sunningdale Old Course, England                       | Kontinental-Europa (Severiano Ballesteros) | 13½              | GB & Irland (Colin Montgomerie)            | 12½                 |